# احمدآباد (مقاطعة ديواندرة)
احمدآباد (بالفارسية: احمدآباد) هي قرية تقع في قسم كولة الريفي (مقاطعة ديواندرة) في إيران. يقدر عدد سكانها بـ 396 نسمة .